# Zamieszki w Irlandii Północnej (2021)
Zamieszki w Irlandii Północnej – zamieszki, do których doszło w Irlandii Północnej w kwietniu 2021 r.
Rozruchy zaczęły się na początku kwietnia 2021 r., gdy władze Irlandii Północnej zdecydowały nie karać osób związanych z republikańską partią Sinn Féin za udział w pogrzebie wbrew obostrzeniom przeciwepidemicznym. W trakcie weekendu wielkanocnego w zamieszkach w Belfaście i Derry, rannych zostało kilkudziesięciu funkcjonariuszy policji, a w następnym tygodniu nastąpiła eskalacja, w wyniku której rojaliści porwali i spalili miejski autobus. Pośrednią przyczyną zamieszek wywołanych przez rojalistów był protokół północnoirlandzki do porozumienia Unii Europejskiej z Wielką Brytanią w sprawie brexitu, który doprowadził do przesunięcie kontroli celnych z granicy między Irlandią a Irlandią Północną na granicę między Irlandią Północną i pozostałymi częściami Wielkiej Brytanii, co rojaliści uznali za zdradę Irlandii Północnej i krok w kierunku zjednoczenia Irlandii.
Przemoc potępili premier Wielkiej Brytanii Boris Johnson, irlandzki minister spraw zagranicznych Simon Coveney i północnoirlandzka pierwsza minister Arlene Foster.